# 멸치 (종)
멸치는 멸치과의 바닷물고기이다. 사람들의 이용뿐만 아니라 먹이 사슬에서도 중요한 물고기이다. 그만큼 수많은 물고기종류들중 가장 개체수가 많은편인 물고기중 하나이다. 학명을 E. japonicus로 표기하기도 하는데, 여성 명사의 속명 Engraulis에 남성형 형용사 japonicus를 쓰는 것은 잘못이다.
전라남도의 낭장망 멸치가 맛의 방주에 등재되어 있다.

## 특징
몸의 길이는 10~20 cm 정도이다. 색의 경우 등쪽이 푸른 회색이며, 배는 은백색을 띠고 있다. 멸치의 비늘은 원형 비늘이지만 벗겨지기 쉽고, 낚시할 때에 비늘이 벗겨지는 경우가 많다.
멸치는 청어목 어류로 정어리와 친척 관계이다. 눈이 머리 부분의 앞쪽에 치우쳐 있고 입이 머리 아래쪽에 있어, 눈의 뒤까지 크게 벌어지는 것이 특징이다.
거의 한 해 동안 산란기를 거치지만, 보통 봄, 가을에 산란한다. 알은 타원형이며, 한 알갱이씩 뿔뿔이 흩어지도록 물 속을 감돌면서 퍼진다. 부화한 어린 물고기들은 빠르게 성장하여 한 해가 채 되지 않아 번식을 할 수 있게 된다. 먹이는 작은 갑각류 및 플랑크톤이며 수명은 2~3년 정도이다.

## 천적
멸치의 천적은 갈매기와 같은 바닷새들, 상어, 가다랑어와 같은 육식 물고기들, 고래, 돌고래와 물개, 바다사자, 바다표범 같은 바닷 포유 짐승들, 바다거북, 바다뱀, 바다악어 등의 바다파충류들, 문어, 오징어, 해파리, 대게 등의 대형 무척추동물 및 대형 갑각류들과, 인간 등이며, 인류의 이용이나 먹이 사슬에 있어서도 중요한 생물이다. 멸치는 수많은 천적으로부터 몸을 지키기 위해 밀집 대형을 만들어, 무리의 구성원 모두가 함께 힘을 합쳐 같은 방향으로 헤엄치며 적의 공격에 대항한다. 이는 다른 작은 물고기에도 마찬가지인 방어책이다. "멸치의 적"은 멸치의 무리에 돌진을 되풀이하고 무리를 가라앉힌 다음, 놓친 개체를 덮친다.

## 이용

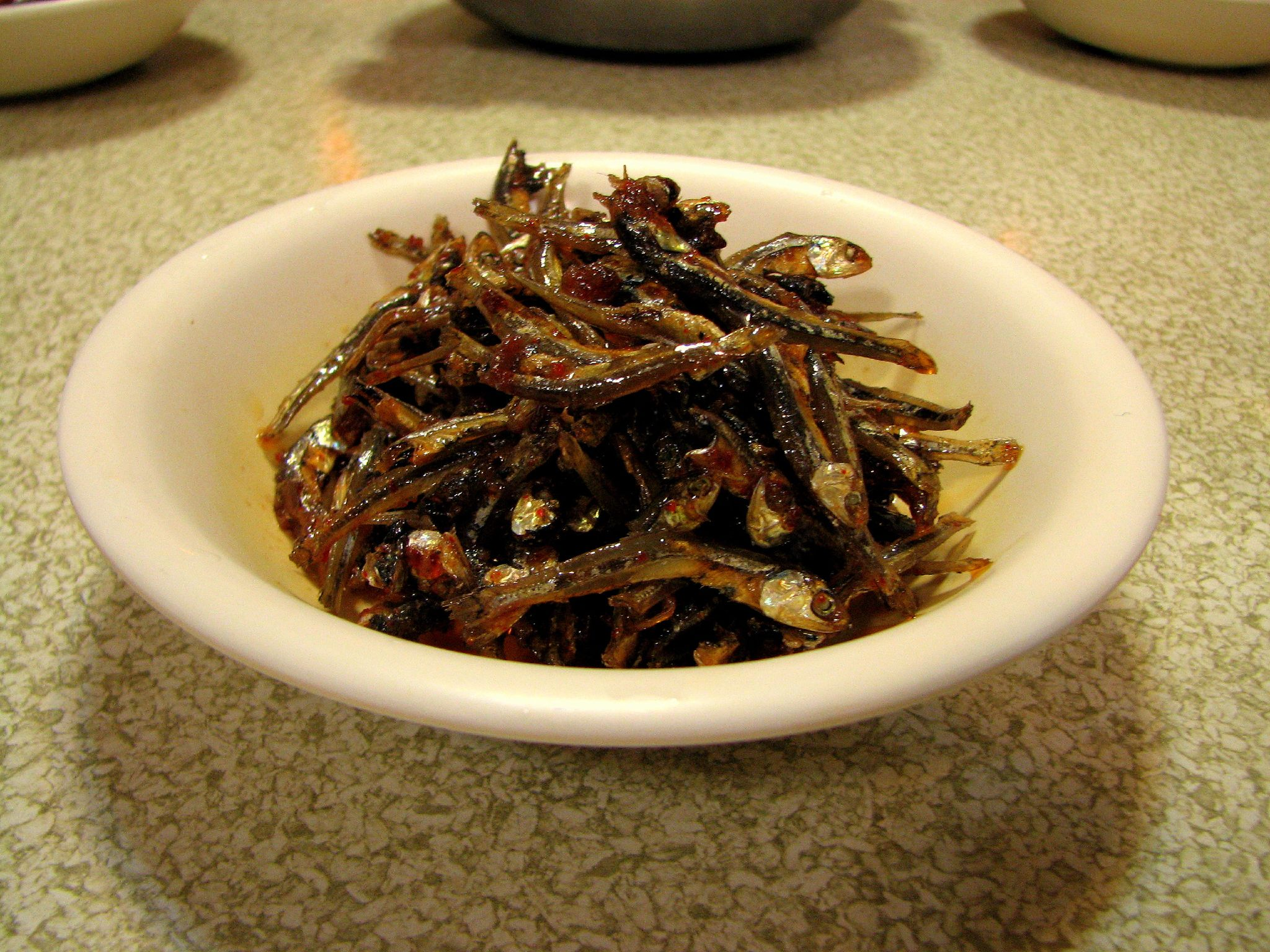
멸치볶음

멸치는 칼슘이 풍부한 식품으로 주로 한국에서는, 말려서 볶아 먹거나 조려 먹을 수 있고, 멸치젓으로 담그기도 한다. 남해안 지역에서는 생멸치로 멸치찌개를 만들어 먹기도 한다. 좋은 종류의 멸치는 생선회 등으로 날로 먹을 수도 있지만, 상처를 입기가 쉬워 들여오는 수는 한정된다. 식용 이외에도 가다랑어와 같은 육식어의 낚시 먹이, 비료 등에 이용된다. 페루와 같은 지역에서는 사료와 비료를 위해 지나치게 어획하여 해양 생태계에 큰 위험이 되고 있다. 대한민국, 일본 이외 지역에서의 이용은 멸치과 문서 참조.

## 근연종
멸치속(Engraulis속)은 세계 각지의 열대, 온대 바다로부터 7 종류 정도가 알려져 모두 중요한 어업 자원이 되고 있다.
- E. australis (White, 1790년)
- E. anchoita Hubbs & Marini, 1935년
- E. encrasicolus (Linnaeus, 1758년) - 유럽멸치, 동부 대서양과 서부 인도양
- E. eurystole (Swain & Meek, 1885년)
- E. japonica (Houttuyn, 1782년) - 일본멸치 (한국, 일본 등지의 북서태평양 연안)
- E. ringens Jenyns, 1842년 - 태평양의 남아메리카 연안
- E. mordax Girard, 1854년

## 어획
대한민국 부산광역시 기장군에 있는 대변항은 대한민국의 멸치 어획고의 60%를 차지해 멸치의 항구라 불린다.

## 풍경

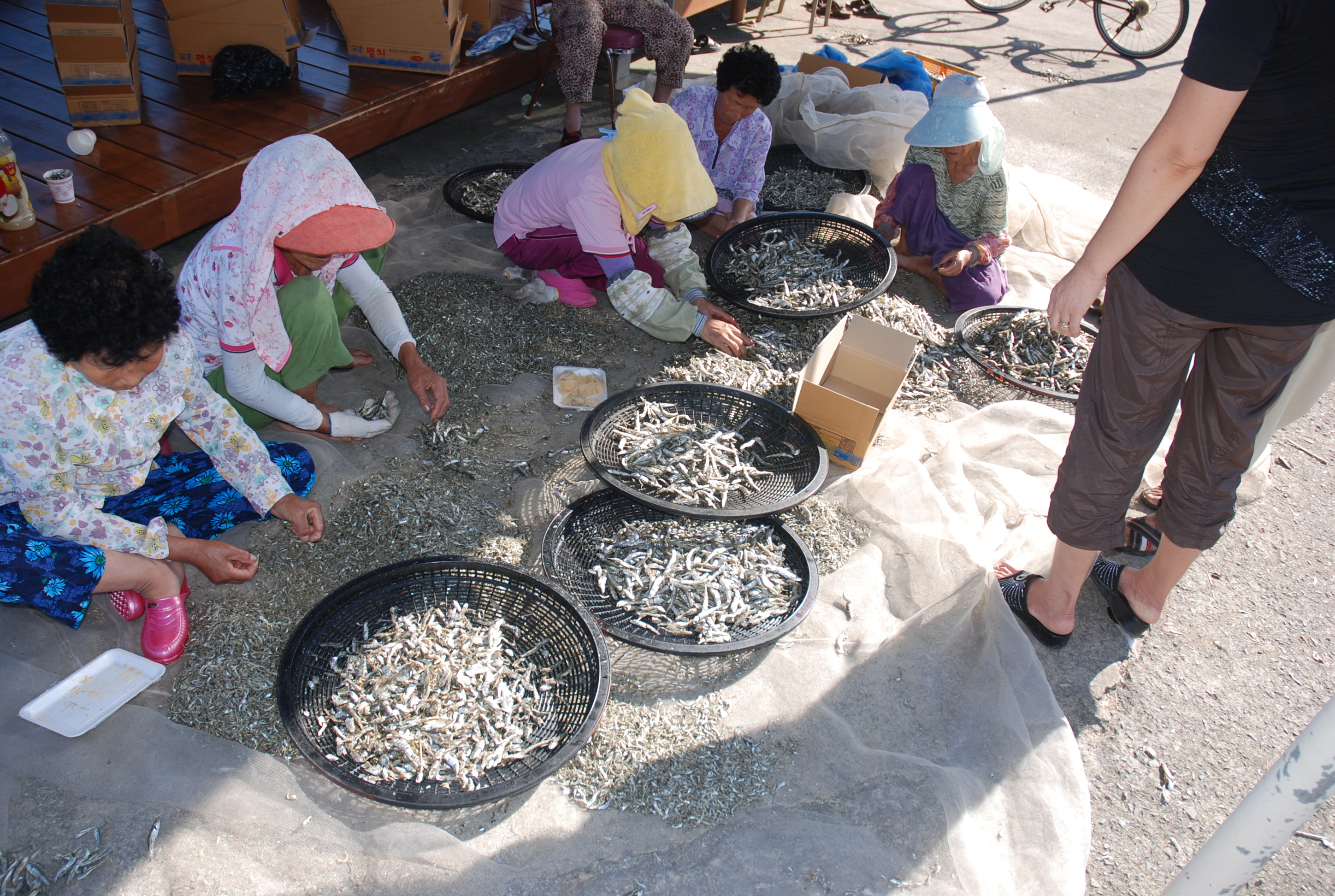
유교마을의 멸치 건조
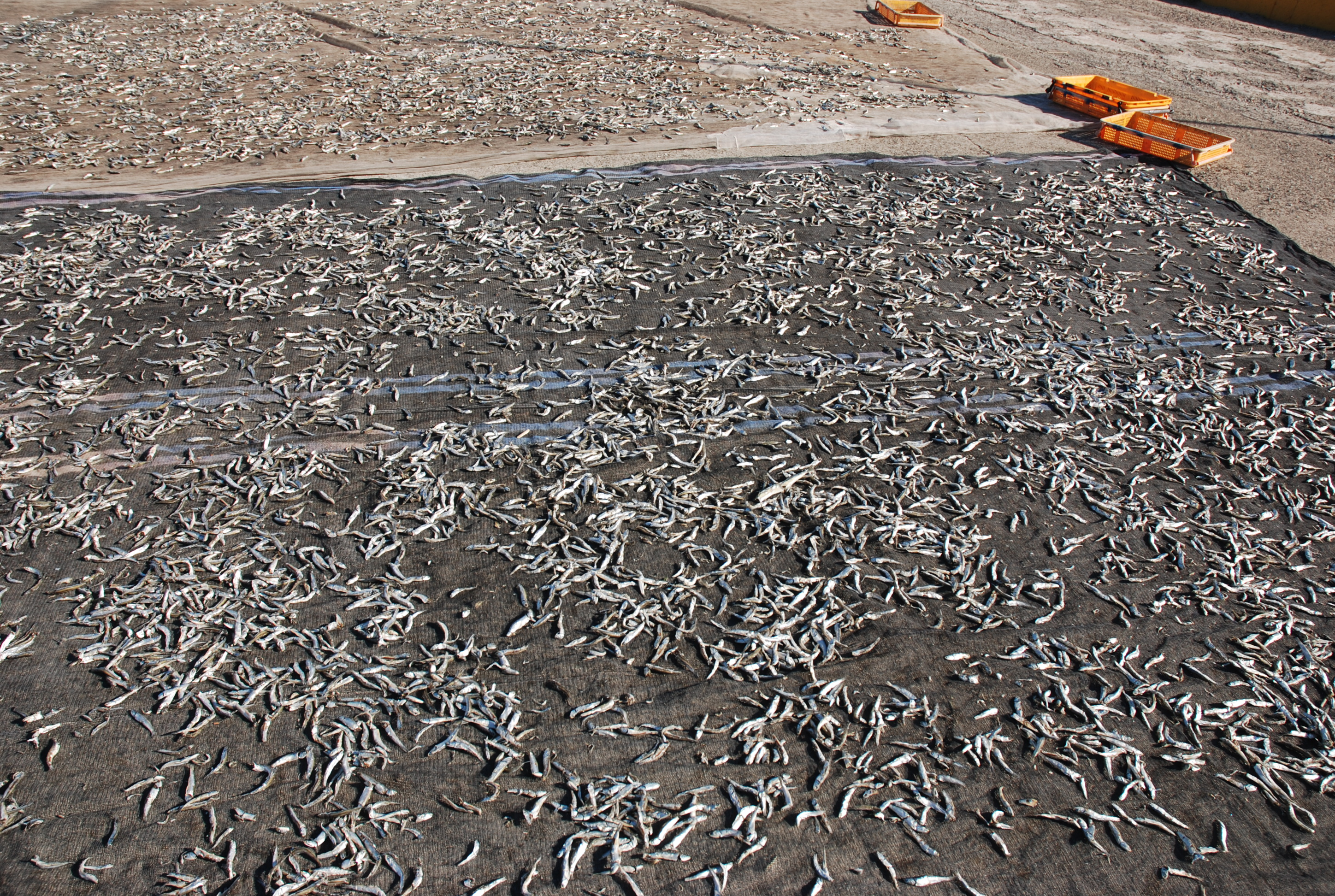
유교마을의 멸치 건조
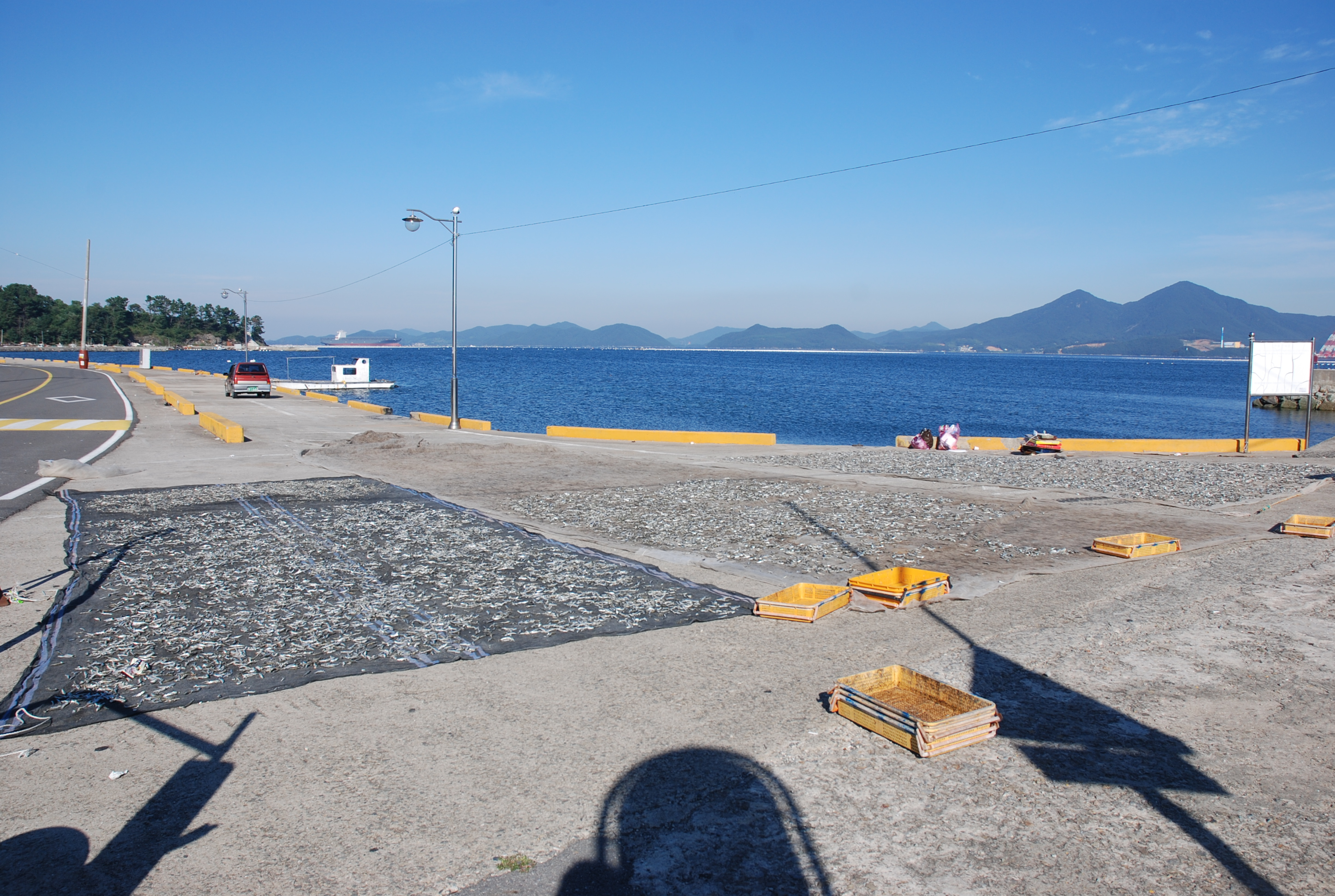
유교마을의 멸치 건조와 유교항
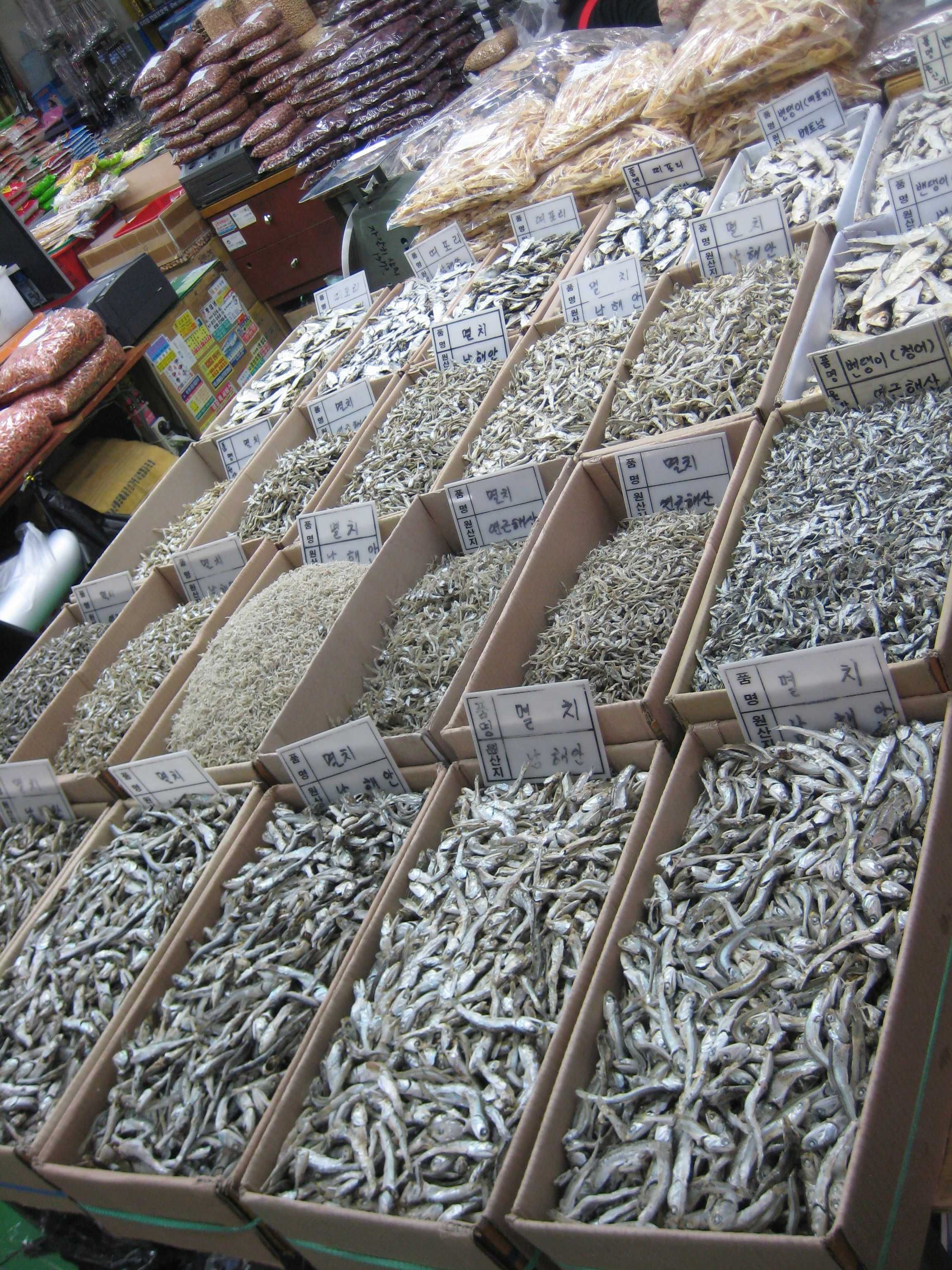
부산 도매시장

## 같이 보기
- 정어리
- 멸치과
- 멸치볶음
- 죽방 멸치